# Miguel Lorca
Miguel Lorca Zamorano (Santa Cruz, 1 de febrero de 1932-19 de mayo de 2022) fue un político chileno, ex-regidor y exconcejal de Nancagua, provincia de Colchagua.

## Primeros años de vida
Nació en Chomedahue, localidad de la comuna de Santa Cruz; hijo de Miguel Lorca Aliaga y Ana Zamorano Rodríguez (nacida Ana Rodríguez).

### Matrimonio e hijos
Se casó con Gabriela del Carmen Catalán Cabello el 15 de enero de 1960, en Palmilla. Tuvieron cinco hijos: Marianela Carmen, Miguel Ángel, Gabriela de las Mercedes, Ana Cristina y Claudia Patricia Lorca Catalán, quien al igual que su padre también se desempeñó como edil de Nancagua.

## Trayectoria política
Militó en la Unión Socialista Popular (USOPO). En las elecciones parlamentarias de 1969 fue candidato de la lista de la USOPO para diputado por Colchagua, sin resultar electo. En las elecciones municipales de 1971 fue elegido regidor de Nancagua con la primera mayoría comunal. Al asumir los nuevos regidores en mayo de ese año, Emilio Latrach (PS) concitó el apoyo de los ediles de oposición, a pesar de que Lorca tenía más votación que él, y asumió como alcalde, motivando las protestas del militante de la USOPO.
En las elecciones parlamentarias de 1973 fue candidato único de la lista de la USOPO en la antigua provincia de Colchagua. Sin embargo, no resultó elegido.
Tras el golpe de Estado del 11 de septiembre de 1973, fue cesado en su cargo de regidor de Nancagua.
Al retornar la democracia, fue elegido concejal de Nancagua sucesivamente entre 1992 y 2004, ahora como militante del Partido Socialista de Chile. En 2004 se presentó como candidato a alcalde de Nancagua, pero perdió la elección.
Falleció el 19 de mayo de 2022. La municipalidad de Nancagua declaró duelo comunal. Una villa en la ciudad de Nancagua lleva su nombre.

## Historial electoral

### Elecciones parlamentarias de 1973
- Elecciones parlamentarias de 1973 para la 10ª Agrupación Departamental, San Fernando y Santa Cruz.[4]

| Candidato                                 | Partido                    | Votos  | %       | Resultado |
| ----------------------------------------- | -------------------------- | ------ | ------- | --------- |
| A. Confederación de la Democracia         |                            |        |         |           |
| Fernando Maturana Erbetta                 | PN                         | 6800   | 10,75 % |           |
| Maximiano Errázuriz                       | PN                         | 11 891 | 18,80 % | Diputado  |
| Fernando Cancino Téllez                   | PDC                        | 7340   | 11,61 % |           |
| Raúl Herrera Herrera                      | PDC                        | 9610   | 15,20 % | Diputado  |
| Votos de Lista                            | CODE                       | 280    | 0,44 %  |           |
| B. Unidad Popular                         |                            |        |         |           |
| Juan Codelia Díaz                         | MAPU                       | 4152   | 6,56 %  |           |
| Silvia Costa Espinoza                     | PCCh                       | 5735   | 9,07 %  | Diputada  |
| Héctor Ríos Ríos                          | PR                         | 3661   | 5,79 %  |           |
| Joel Marambio Páez                        | PS                         | 13 264 | 20,97 % | Diputado  |
| Votos de Lista                            | UP                         | 306    | 0,48 %  |           |
| C. Unión Socialista Popular               |                            |        |         |           |
| Miguel Lorca Zamorano                     | USOPO                      | 201    | 0,32 %  |           |
| Votos válidamente emitidos                | Votos válidamente emitidos | 63 240 | 98,86 % |           |
| Votos nulos                               | Votos nulos                | 534    | 0,83 %  |           |
| Votos en blanco                           | Votos en blanco            | 196    | 0,31 %  |           |
| Total de votos emitidos                   | Total de votos emitidos    | 63 970 | 100 %   |           |
| Fuente: Dirección del Registro Electoral. |                            |        |         |           |

### Elecciones municipales de 1992
- Elecciones Municipales de 1992, para Nancagua[5]

### Elecciones municipales de 1996
- Elecciones Municipales de 1996, para Nancagua[6]

### Elecciones municipales de 2000
- Elecciones Municipales de 2000, para Nancagua[7]